# Piedras Blancas (Montevideo)
Piedras Blancas és un barri (barrio) del nord-est de Montevideo, Uruguai, ubicat sobre els camins Domingo Arena i Mendoza, i el bulevard Aparicio Saravia.

## Informació
Rep el seu nom de les grans pedres blanques de quars que es podien trobar originalment en aquest paratge i que es van utilitzar en la construcció i la fabricació de rodes trituradores de molins de grans. Els terrenys van pertànyer a Santiago Serra, col·laborador de José Gervasio Artigas i diputat de l'Assemblea de la Florida.
La zona va adquirir notorietat el 1904 quan José Batlle y Ordóñez va comprar el terreny on instal·laria la seva granja, la qual seria el centre de la vida política nacional durant el primer terç del segle xx. A la rodalia va funcionar el 1914 el Centre Nacional d'Aviació.
Característica és la presència del santuari de Nuestra Señora del Rosario de Pompeya, on s'adora la imatge rèplica de l'existent a la ciutat de Pompeia, Itàlia.
És molt popular el mercat de Piedras Blancas, sobre General Flores i José Belloni, el qual té lloc els dijous i els diumenges.

## Galeria

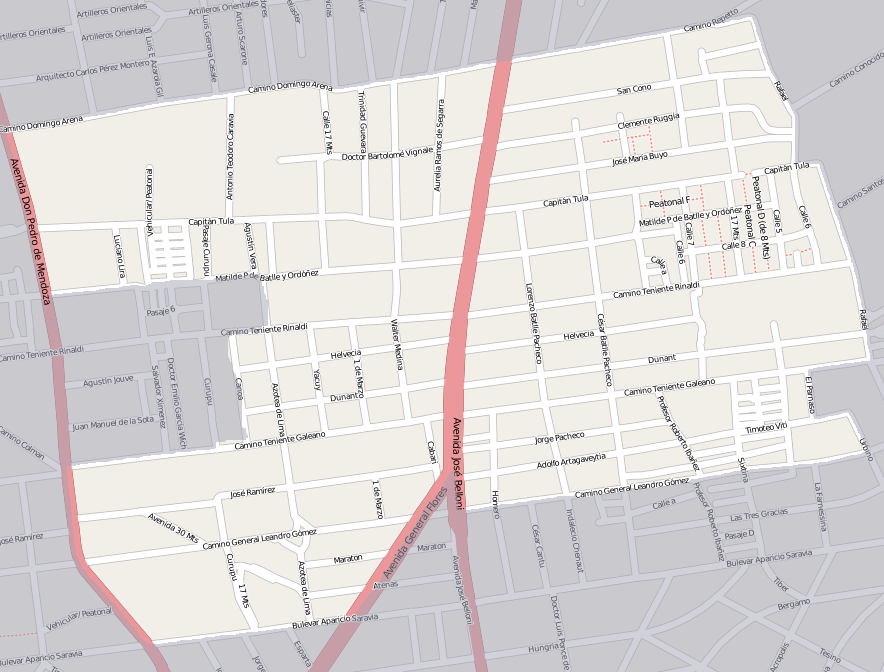
Mapa del barri.